# Surforama
Surforama és un festival de música surf i rock and roll que té lloc a la ciutat de València des de l'any 2005. Alguns dels artistes amb més prestigi internacional que hi han actuat al llarg de la seva història són els guitarristes Nokie Edwards de The Ventures, David Marks de The Beach Boys i Eddie Bertrand, o grups com Messer Chups i The Blind Shake.
El 2024, en la seva vintena edició, hi van tocar grups com ara Private Function, Los Coronas, Fifty Foot Combo i The Ghastly Ones.